# Афганістан на літніх Олімпійських іграх 1960
Афганістан на літніх Олімпійських іграх 1960 року у Римі був представлений 12 спортсменами в двох видах спорту — легкій атлетиці і боротьбі.
Афганістан учетверте взяв участь в Олімпіаді. Афганські атлети не здобули жодної медалі.

## Боротьба
Вільна боротьба
| Спортсмен              | Дисципліна  | Раунд 1                        | Раунд 2                      | Раунд 3                   | Раунд 4    | Раунд 5    | Раунд 6    | Фінал      | Місце |
| ---------------------- | ----------- | ------------------------------ | ---------------------------- | ------------------------- | ---------- | ---------- | ---------- | ---------- | ----- |
| Фаїз Мохаммад Хакшар   | до 52 кг    | Алі Алієв (URS) L 0-4          | Хорхе Росадо (MEX) L 0-4     | не пройшов                | не пройшов | не пройшов | не пройшов | не пройшов | 13    |
| Мохаммад Ебрагім Хедрі | до 62 кг    | Мухаммед Ахтар (PAK) L 0-4     | Роберто Вальєхо (MEX) L 1-3  | не пройшов                | не пройшов | не пройшов | не пройшов | не пройшов | 21    |
| Амір Ян Халундер       | до 67 кг    | Гарібальдо Ніццола (ITA) L 0-4 | Єньо Вилчев (BUL) L 0-4      | не пройшов                | не пройшов | не пройшов | не пройшов | не пройшов | 24    |
| Султан Мохаммед Дост   | до 73 кг    | Хуан Ролон (ARG) L 1-3         | Пітер Емі (GBR) L 1-3        | не пройшов                | не пройшов | не пройшов | не пройшов | не пройшов | 17    |
| Мохаммад Асіф Кохкан   | до 79 кг    | Георгій Схіртладзе (URS) L 0-4 | Bye                          | Фаїз Мухаммад (PAK) L 1-3 | не пройшов | не пройшов | не пройшов | не пройшов | 12    |
| Гулам Мохіддін Гунга   | до 87 кг    | Голамреза Тахті (IRN) L 0-4    | Антоніо Маркуччі (ITA) L 0-4 | не пройшов                | не пройшов | не пройшов | не пройшов | не пройшов | 18    |
| Нізамуддін Субгані     | понад 87 кг | Кеннет Річмонд (GBR) L 0-4     | Мухаммед Назір (PAK) L 1-3   | не пройшов                | не пройшов | не пройшов | не пройшов | не пройшов | 14    |

## Легка атлетика
| Спортсмен                                                     | Дисципліна                  | Раунд        | Результат | Місце | Прим.              |
| ------------------------------------------------------------- | --------------------------- | ------------ | --------- | ----- | ------------------ |
| Абдул Хаді Шекаїб                                             | 100 м, чоловіки             | Кваліфікація | 11.6 с    | 7     | не кваліфікувався  |
| Алі Юсуф Заїд                                                 | 200 м, чоловіки             | Кваліфікація | 23.1 с    | 6     | не кваліфікувався  |
| Хабіб Саєд                                                    | 400 м, чоловіки             | Кваліфікація | 53.8 с    | 7     | не кваліфікувався  |
| Абдул Гафар Гафурі Абдул Хаді Шекаїб Хабіб Саєд Алі Юсуф Заїд | 4 × 100 м, чоловіки         | Кваліфікація | 44.4 с    | 3     | не кваліфікувалися |
| Абдул Вардак                                                  | 110 м з бар'єрами, чоловіки | Кваліфікація | —         | —     | не фінішував       |
| Абдул Вардак                                                  | метання списа, чоловіки     | Кваліфікація | 64.20 м   | 26    | не кваліфікувався  |